# Palendag
Le palendag , également appelé Pulalu ( Manobo), et Mansaka ), Palandag ( Bagobo  Pulala ( Bukidnon ) et Lumundeg (Banuwaen). C'est une flûte droite  indonésienne en bambou. On l'utilise notamment dans le duo kacapi suling. On la retrouve aux Philippines.
Il existe deux sortes de  palendags. L'un est grand, surtout utilisé principalement dans la province du Maguindanao, l'autre, plus petit, appelé Hulakteb est plus répandu dans la province du Bukidnon .

## Flûte soufflée
La flûte à extrémité soufflée (également appelé flûte bord ou flûte jante) est un instrument majeur à vent qui se joue en dirigeant son souffle contre l'arête vive de l'extrémité supérieure de l'instrument. Contrairement à un enregistreur ou à un sifflet en étain , il n’existe pas de voix à conduit, aussi connue sous le nom de mamelon. La plupart des flûtes soufflées sur le pourtour sont des flûtes "obliques", avec lesquelles le musicien joue dans un angle perpendiculaire à l'axe vertical de son corps. L'instrument génère des mélodies d'une sonorité soufflées avec un effet siphon. 

## Flûte entaillée
La flûte entaillée est une flûte à souffler qui comporte une entaille sur la surface de soufflage. Ce type de flûte est considéré pour être le plus difficile à interpréter parmi des trois flûtes de bambou (les autres étant le tumpong et lasuling). La manière de l'utiliser et la façon dont on doit en jouer réside dans la difficulté qui existe pour apposer les lèvres contre l' extrémité afin que soit émis les sons. Dans la construction de l'embout buccal, l'extrémité inférieure de la flûte  doit être coupée en diagonale pour accueillir la lèvre inférieure et une seconde coupe doit être réalisée diagonalement sur le rebord soufflant.

## Variante
Dans la famille des Bukidnons, il existe un instrument similaire le hulakteb. La manière de le construire, à l'exception des trois quarts de la longueur du palendag, est identique . Dans les groupes ethniques d'origine maguindanaon , le palendag est utilisé notamment lors des  réunions intimes ou familiales ainsi que dans les veillées.